# Noda Akihiro
Akihiro Noda (sinh ngày 5 tháng 9 năm 1988) là một cầu thủ bóng đá người Nhật Bản.

## Sự nghiệp câu lạc bộ
Akihiro Noda đã từng chơi cho FC Gifu và Fukushima United FC.